# Coursera
Coursera ist ein US-amerikanisches Unternehmen, das sich auf die Bereitstellung von Online-Weiterbildungskursen (Massive Open Online Courses) spezialisiert hat.

## Geschäftsmodell
Coursera erstellt selbst keine Kurse, sondern arbeitet hierfür mit Universitäten zusammen. Sämtliche Inhalte werden von den Partneruniversitäten erstellt. Coursera verwaltet und streamt diese Inhalte.
Die Teilnahme an den Kursen ist unentgeltlich, jedoch wird für offizielle Zertifikate mit Identitätsüberprüfung ein Entgelt erhoben. Das Zertifikat muss innerhalb von 180 Tagen ab Zahlungsdatum erworben werden.
Im Januar 2016 führte Coursera Gebühren für den Erwerb von Noten und Bewertungen für „die überwiegende Mehrheit der Kurse“ ein. Das Unternehmen bietet finanzielle Unterstützung für Personen, die einen entsprechenden Bedarf nachweisen können. Im Juli 2016 führte das Unternehmen ein Unternehmensprodukt namens Coursera for Business ein. Im Oktober 2016 führte Coursera ein monatliches Abonnementmodell für Spezialisierungen und eine einwöchige kostenlose Testphase ein. Das Unternehmen hat erklärt, dass die Abonnementkosten „je nach Themenbereich“ variieren.

## Geschichte
Coursera wurde im April 2012 von den Informatikprofessoren Andrew Ng und Daphne Koller von der Universität Stanford gegründet. Von 2014 bis Juni 2017 war Rick Levin, ehemaliger Präsident der Yale University, geschäftsführender Vorstand (CEO). Ihn ersetzte Jeff Maggioncalda.
Im Februar 2017 hatte Coursera über 24 Millionen registrierte Benutzerkonten und bot mehr als 2000 Kurse an. Zahlreiche Universitäten, vor allem in den USA, stellen Kurse auf Coursera bereit. Erste Partnerorganisationen waren das MIT und die Stanford University. In Deutschland sind die Technische Universität München, das Karlsruher Institut für Technologie, SAP und die Ludwig-Maximilians-Universität München beteiligt.
Im Jahr 2022 boten mehr als 275 Universitäten und Unternehmen Kurse über Coursera an, und bis 2024 war die Zahl der verfügbaren Kurse auf etwa 7.000 gestiegen.

## Kurse
Die Kurse bestehen in der Regel aus mehreren Stunden an Videovorlesungen, kombiniert mit Leistungsüberprüfungen in verschiedenen Formaten:
- (unbewertete) Quizfragen in den Videos zur Selbstkontrolle,
- automatisch korrigierte „Quiz“ mit Multiple-Choice-Fragen sowie Eingabefeldern für Zahlen, Formeln, Begriffe und Computer-Algorithmen, mit oder ohne Zeitlimit zur Bearbeitung,
- von Mitstudenten (i. d. R. jeweils 3–5) bewertete komplexeren Aufgabenstellungen („Peer Review“),
- in manchen Kursen eine Abschlussklausur, i. d. R. in Form eines „Quiz“,
- in manchen Kursen Teilnahme an fachlichen Diskussionen in den Online-Foren des jeweiligen Kurses.

In vielen Kursen besteht die Möglichkeit, durch Erreichen einer Mindestpunktzahl in einer Kombination aus diesen Leistungsüberprüfungen ein Abschlusszertifikat zu erhalten, entweder als „Statement of Accomplishment“ (ohne Überprüfung der Identität des Studenten) oder als „ID-verified Certificate“, für das (gegen Bezahlung) eine Identitäts-Überprüfung mittels Lichtbildausweis, Webcam-Foto und persönlichem Tippmuster (durch wiederholtes Eintippen eines Bestätigungstexts, dass bei der Bearbeitung der Aufgaben akademische Ehrlichkeit gewahrt wurde) durchgeführt wird. In manchen Kursen kann zusätzlich noch ein Zusatzprädikat (with distinction) zum Abschlusszertifikat erworben werden, indem in den Überprüfungen eine höhere Punkteschwelle als für das Standard-Zertifikat erreicht und/oder ein zusätzliches Projekt bearbeitet wird.
Da viele Kurse an das Niveau von herkömmlichen Universitäten angelehnt sind, werden erfolgreich absolvierte Coursera-Kurse von einigen US-Firmen als offizielle Weiterbildungsmaßnahmen anerkannt.
Coursera bietet auch Studiengänge in Partnerschaft mit Universitäten an. Beispielsweise ist die Plattform Partner der HEC Paris für den Executive Master Innovation & Entrepreneurship. Dieses Programm ist zu 100 % online und zielt darauf ab, innerhalb von 18 Monaten leitende Führungskräfte auszubilden, die auf diese beiden Bereiche spezialisiert sind. Es wurde im März 2017 eröffnet.

## Kritik
- Das Unternehmen erhält einerseits Geld von den Teilnehmern und verkauft andererseits deren personenbezogene Daten an Dritte.[19]
- Im Dezember 2012 wurde bekannt, dass Firmen gegen Zahlung Informationen über besonders gut abschneidende Absolventen bekommen können, sofern diese dem zustimmen.[20]
- Es gab einen Diebstahl der Nutzerdaten, da diese nicht ausreichend geschützt waren.[21]
- Der Technischen Universität München und der Ludwig-Maximilians-Universität München wurde der Big Brother Award 2017 in der Kategorie „Bildung“ für „die Kooperation mit dem Online-Kurs-Anbieter Coursera“ verliehen.[22]